# Tulovo
Tulovo (bulgariska: Тулово) är ett distrikt i Bulgarien.   Det ligger i kommunen Obsjtina Măglizj och regionen Stara Zagora, i den centrala delen av landet, 180 km öster om huvudstaden Sofia.
Trakten runt Tulovo består till största delen av jordbruksmark. Runt Tulovo är det ganska glesbefolkat, med 34 invånare per kvadratkilometer.